# Satveer Singh Gurjar
Satveer Singh Gurjar (hindi : सतवीर सिंह गुर्जर), né le 13 septembre 1962 dans le district de Gautam Budh Nagar,  est une personnalité politique de l'Inde et membre de la Seizième assemblée législative d'Uttar Pradesh (en) de l'Inde,. Il représente le Dadri (en) de la circonscription électorale de Uttar Pradesh et est un membre du parti politique Bahujan Samaj Party,,.

## Jeunesse et éducation
Satveer Singh Gurjar est né dans le district de Gautam Budh Nagar. Il a étudié au S. K. Inter College et est scolarisé jusqu'au dixième grade (en),.

## Carrière politique
Satveer Singh Gurjar a été un Membre de l'assemblée législative (en) (MLA) pour deux mandats. Il représentait la circonscription électorale Dadri et est membre du parti politique Bahujan Samaj Party,.

## Postes occupés
| #  | Début | Fin  | Poste                                                        | Notes |
| -- | ----- | ---- | ------------------------------------------------------------ | ----- |
| 01 | 2012  | 2017 | Membre de la seizième assemblée législative d'Uttar Pradesh  |       |
| 02 | 2007  | 2012 | Membre de la quinzième assemblée législative d'Uttar Pradesh |       |

## Source de la traduction
- (en) Cet article est partiellement ou en totalité issu de l’article de Wikipédia en anglais intitulé « Satveer Singh Gurjar » (voir la liste des auteurs).